# Ferdinand Chaigneau
Pour les articles homonymes, voir Chaigneau.
Jean-Ferdinand Chaigneau, né le 6 mars 1830 à Bordeaux, de Victorine Goethals et Jean-Frédéric Marius Chaigneau, et mort le 23 octobre 1906 à Barbizon, est un peintre et graveur français de l'École de Barbizon.
Il est le neveu du peintre Raymond Eugène Goethals (1804-1864), peintre paysagiste et de marine.

## Biographie
Ferdinand Chaigneau est l'élève de Jean-Paul Alaux dit Gentil (1788-1858) à Bordeaux. Il entre ensuite à l'École des beaux-arts de Paris en 1849 pour étudier dans les ateliers de François-Édouard Picot, Jacques Raymond Brascassat et Jules Coignet.
Il expose pour la première fois lors du Salon de 1848, où il présente son paysage Souvenir des environs de Bordeaux. Vainement candidat au prix de Rome de paysage historique en 1849 avec La Mort de Milon de Crotone (son tableau est classé 6e), il obtient cependant le 3e prix de paysage historique de l'Académie des beaux-arts au concours de 1854 avec Lysidas et Mœris, ce qui lui permet de devenir pensionnaire de la ville de Paris.
Chaigneau se détourne ensuite de la peinture d'Histoire pour se consacrer aux sujets paysagistes et animaliers, et à la composition de scènes de la vie des champs. Il participe à l'Exposition universelle de 1855 en y envoyant une toile représentant un Marais dans les Landes. Il continue à exposer régulièrement aux Salons, d'abord avec des paysages de la Gironde et des Landes, sa région d'origine, puis en puisant son inspiration, à partir de 1858, dans le spectacle verdoyant de la forêt de Fontainebleau. Il devient ainsi, avec Théodore Rousseau et Jean-François Millet, un des membres de l'École de Barbizon, lieu où il s'installe en 1858 dans sa maison qu'il nomme La Bergerie, où naîtra son fils Charles-Paul Chaigneaux (1879-1938) qui produira, comme son père, des scènes pastorales de la même veine.
Il est particulièrement réputé de son vivant pour son art de la peinture animalière, caractérisé par son talent à jalonner de troupeaux de moutons de la plaine de Chailly, dans les sites qu'il peint, procédé qui constitue en quelque sorte sa marque de fabrique. Il est également un graveur apprécié, auteur d'un album de six planches, Paysages et moutons (1862), puis de douze eaux-fortes originales intitulé Voyage autour de Barbizon, tirées respectivement par Auguste Delâtre et Alfred Cadart. Par ailleurs, il publie en 1880 un Projet de réorganisation des expositions annuelles des beaux-arts.
De son mariage avec Louise Deger, il a quatre filles et un garçon. Trois de ses filles, Marguerite (violoncelliste, 1875-1943), Suzanne (violoniste, 1875-1946) et Thérèse (pianiste, 1876-1968) forment un trio de musique de chambre dit « Trio Chaigneau ». Suzanne est la mère de la cantatrice Irène Joachim (1913-2001), elle-même, petite fille du violoniste Joseph Joachim. Son fils, Charles-Paul Chaigneau sera lui aussi peintre.
Ferdinand Chaigneau meurt le 23 octobre 1906 à Barbizon, village où il habitait, et y repose avec sa fille Suzanne. Outre dans les musées français, ses toiles sont conservées dans des collections publiques nord-américaines ainsi qu'au Brésil et au Japon.

## Galerie

Œuvres de Ferdinand Chaigneau
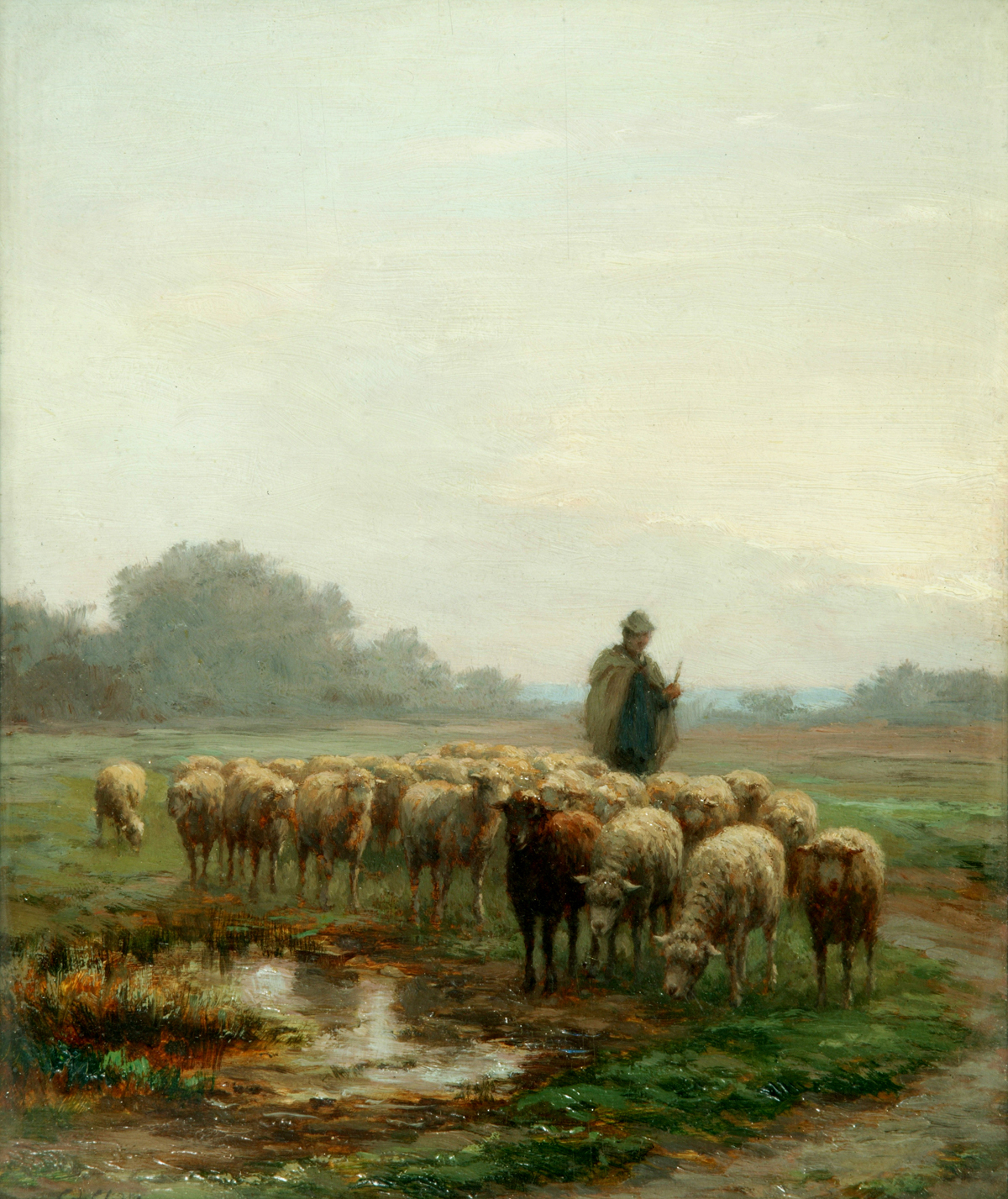
Moutons, Manchester Art Gallery.
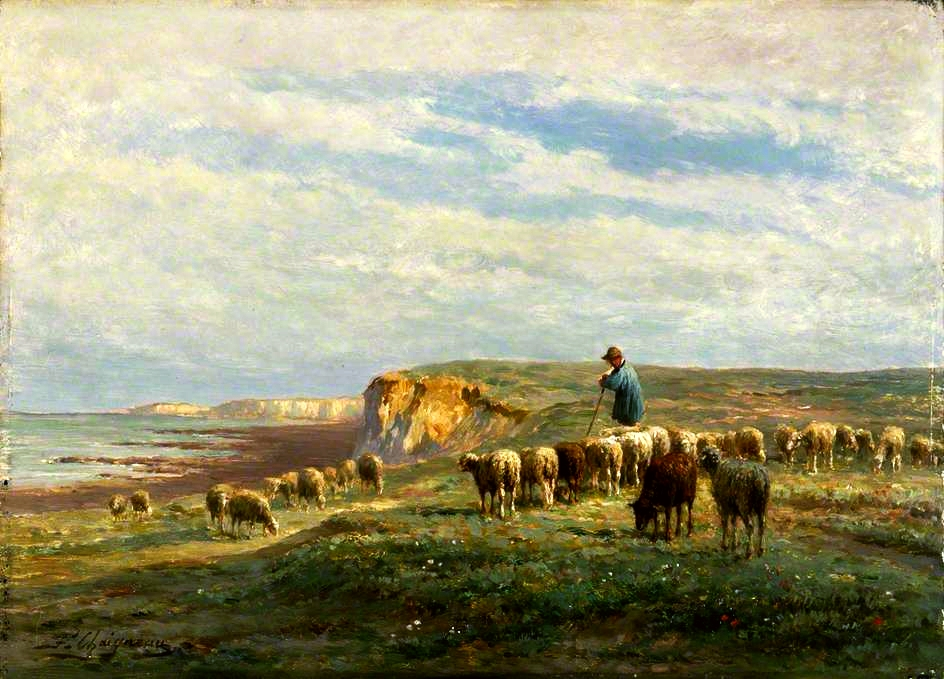
Troupeau de moutons, Manchester Art Gallery.

## Collections publiques
En France
- Amiens, musée de Picardie.
- Barbizon, musée départemental de l'École de Barbizon : 
  - Le Père Chicorée, huile sur toile ;
  - Paysanne travaillant dans un jardin, aquarelle ;
  - Berger et son troupeau, plume, lavis ;
  - Berger gardant ses moutons, gravure ;
  - Bergère assise sur un rocher, dessin.
- Bordeaux, musée des beaux-arts : 
  - Lysidas et Mœris, huile sur toile ;
  - Jésus et La Samaritaine, huile sur toile.
- Musée de Louviers : Moutons dans un pré, huile sur toile.
- Musée des beaux-arts de Lyon :  Troupeau de moutons au soleil couchant, huile sur toile.
- Paris :
  - Département des Arts graphiques du musée du Louvre : fonds de dessins.
  - musée d'Orsay : Troupeau au clair de lune, huile sur toile.
- Rennes, musée des beaux-arts : Décembre, carrefour de l'Épine, huile sur toile.

Au Royaume-Uni
- Manchester, Manchester Art Gallery :
  - Moutons, huile sur toile ;
  - Troupeau de moutons, huile sur toile.

### Estampes
- Scène de jardin, roses trémières, puits, coq et deux poules, 1856, 16 × 12 cm.
- Scène met schapen in herfstlandschap, 60cm x 90 cm, olieverf op doek, Allaf Collection 1860
- Scène de village, cochons, poulets et fermière , 1859, 8,5 × 12 cm.
- Paysage de rivière et sous-bois avec un homme sur une barque, 10 × 11 cm.
- Voyage autour de Barbizon, recueil de 12 eaux-fortes originales.

## Salons
- 1848 : Souvenir des environs de Bordeaux.
- Salon des artistes français de 1881.
- Salon des amis des arts de Bordeaux de 1851 et 1903.
- Salon des amis des arts de Lyon.
- Salon de Nantes.
- Salon de Reims.

## Récompenses
- 1854 : 3e prix de paysage historique de l'Académie des beaux-arts pour Lysidas et Mœris.
- Médaille de bronze à l'Exposition universelle de 1889.

## Expositions
- 1849 : L'Art Français, Wien, no 124.
- 1854 : Bordeaux, Galerie de la Société des Amis des Arts 4e exposition de la Société des Amis des Arts.
- 1855 : Exposition universelle de 1855, Marais dans les Landes.
- 1885 :  exposition à Paris, La Rentrée du père Chicorée et son troupeau, au loin le village de Barbizon.
- 1885 :  27eExposition d'Amiens, organisée par la Société des amis des arts de la Somme, Après la pluie (no 118) ; Agneaux au pâturage (no 119)[4].
- Exposition universelle de Paris de 1889.
- 1985 : Hommage à Ferdinand Chaigneau, mairie de Barbizon.